# Ivan Milutinović
Ivan Milutinović (Cerovice kod Podgorice, 27. rujna 1901. –  Beograd, 23. listopada 1944.), crnogorski komunistički političar i vojskovođa. 
U Beogradu rukovodio udruženjem studenata marksista. Godine 1923. postaje član KPJ. Radi u sindikatima, u Crvenoj pomoći te ilegalno u partiji. Godine 1928. osuđen na šest mjeseci zatvora, a 1929. ponovo uhićen i osuđen na šest godina robije. Robijajući u Srijemskoj Mitrovici i Lepoglavi, zbog buntovničkih akcija dobiva još dvije godine. Po izlasku iz zatvora 1939. postaje član Centralnog komiteta KPJ, a na Petoj zemaljskoj konferenciji KPJ 1940. izabran za člana sedmočlanog Politbiroa. 
Nakon pokretanja narodnooslobodilačkog rata član Glavnog štaba NOPOJ. Organizira partizanske odrede u zapadnoj Srbiji (Užička republika), zatim u Crnoj Gori, pa u Bosanskoj Krajini, pa ponovo u Crnoj Gori. Član predsjedništva AVNOJ-a i član NKOJ-a. Kada su 1943. u NOVJ uvedeni činovi postaje general-lajtnant.
U rujnu 1944. s Titom otputovao je u Moskvu. Po povratku u Jugoslaviju, zadržao se nekoliko dana u tek oslobođenom Banatu. Poginuo je 23. listopada 1944., nadomak oslobođenog Beograda, kada je šlep kojim je išao u Beograd, naišao na njemačku minu. 
Sahranjen je u Grobnici narodnih heroja na Kalemegdanu, zajedno s Mošom Pijade, Ivom Lolom Ribarom i Đurom Đakovićem.
Za narodnog heroja proglašen je 6. srpnja 1945. godine. Grad Berane u Crnoj Gori je po njemu, 1949. godine, dobio ime Ivangrad, a 1992. je vraćeno prethodno ime.